# NGC 2179
NGC 2179 è una galassia lenticolare situata nella costellazione della Lepre, a una distanza di circa 144 milioni di anni luce dalla nostra Via Lattea.

## Scoperta
La galassia è stata scoperta il 21 novembre 1835 dall'astronomo britannico John Herschel.

## Descrizione

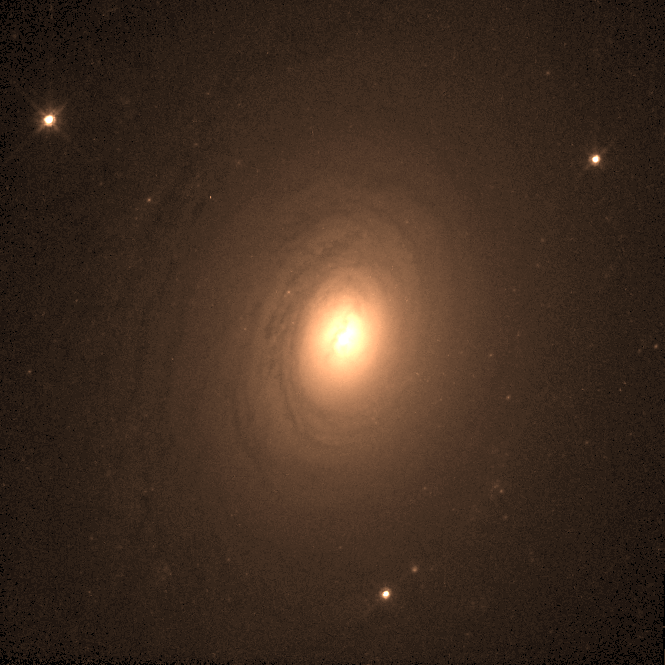
NGC 2179 ripresa dal Telescopio spaziale Hubble.

NGC 2179 presenta una larga riga a 21 cm dell'idrogeno neutro.

## Buco nero supermassiccio
Uno studio del 2009, basato sulla velocità interna della galassia misurata dal Telescopio spaziale Hubble, stimava che la massa del buco nero supermassiccio situato al centro di NGC 2179 fosse compresa tra 130 e 380 milioni di {\displaystyle M_{\odot }}.